# Ditch the Attitude, Pally
Ditch the Attitude, Pally jest drugim albumem zespołu Iron Lung Corp.

## Lista utworów
1. "How We Rock It" – 4:57
2. "Soulsteppa" - 4:33
3. "Canine Strap" - 3:47
4. "I'm a Superstar" - 3:43
5. "Amputee Non Gratis" - 6:12
6. "Digital Genius!" - 1:50
7. "One in the Clip" - 3:42
8. "Cool Life" - 3:30
9. "Rock Star Camp" - 4:58
10. "Piehole" - 3:39
11. "I'm Losing Me" - 6:30
12. "Liquid in the Lungs" - 3:23
13. "Nutpuncher" - 6:42
14. "[Untitled Hidden Track]" - 3:09

Liryka: Jason Novak, Dan Neet
Muzyka: Jason Novak, Jamie Duffy oraz Dan Neet

## Wykonawcy
- Jason Novak – śpiew, gitary, automaty
- Dan Neet - śpiew, keyboardy
- Jamie Duffy – gitary, automaty
- Eliot Engelman – Bas
- Gregory Lopez - Bas
- Dan Brill – perkusja
- Dan Dinsmore - perkusja
- Ethan Novak - perkusja
- Giorgia Novak - śpiew na utworach 5 & 14
- Paris - "cunty guitar" na utworze 2
- Sarah Orloff - śpiew na utworze 4
- FJ Lincoln - dodatkowe syntezatory
- Jeff Mrozek - "rock jock" na utworze 1